# Storify
Storify — це сервіс соціальної мережі, який дозволяє користувачеві створювати історії та життєписи, використовуючи соціальні мережі, такі як Twitter, Facebook і Instagram. Storify був запущений у вересні 2010 року і відкритий для публіки з квітня 2011 року.
У вересні 2013 року Storify був придбаний Livefyre, а потім став частиною Adobe в рамках подальшого придбання Livefyre компанією Adobe в травні 2016 року.

## Використання
Користувачі виконують пошук в декількох соціальних мережах з одного місця, а потім перетягують окремі елементи в історії. Користувачі можуть змінити порядок елементів, а також додати текст, щоб надати читачам контекст.
Медіа-організації використовували Storify в висвітленні поточних новин, таких як вибори, зустрічі та події. Poynter.org рекомендував використовувати Storify для висвітлення соціальних рухів, новин, інтернет-гумору і мемів, реакцій і розмов, і екстремальних погодних умов. CBC використовувала Storify для висвітлення Лондонських заворушень 2011 року. TRT World використовувала Storify для висвітлення загальних виборів у Великій Британії 2015 року, а в Al Jazeera було шоу під назвою «The Stream», яке збирає перспективи новин за допомогою Storify.

## Риси
Основна мета Storify — дозволити користувачам створювати історії, імпортуючи контент з різних форм мультимедіа в життєпис.
Користувачі можуть здійснювати пошук контенту, пов'язаного з їх історією, з таких джерел, як YouTube, Twitter (одна з найбільш популярних), Instagram, Flickr і Google, а також інших історій на Storify, а потім перетягувати цей контент в свій власний Storify життєпис. Користувачі можуть коментувати посилання, які вони надають в своїх історіях, а також можуть вставляти URL-адреси в свої історії. Крім того, користувачі можуть вставляти свої власні історії Storify для поширення інформації в іншому місці в Інтернеті.

## Історія
Storify запустив свою неофіційну бета-версію як фінальну у TechCrunch Disrupt в вересні 2010 року. Він виграв Startup Accelerator У South by Southwest  в 2011 році. Компанія отримала 2 мільйони доларів у вигляді фінансування від Khosla Ventures. Публічна бета-версія Storify з'явилась в наприкінці квітня 2011 року. TIME оцінив Storify як один з 50 кращих сайтів 2011 року.
Концепція була створена в 2010 році співзасновниками Бертом Германом і Ксав'єром Дамманом з Бельгії. Вебсайт отримав свою нинішню назву від застарілого, колишнього слова зі словника: storify. Storify означає «формувати або розповідати історії». Берт Герман працював кореспондентом в The Associated Press, де слово storify регулярно використовувалось редакторами.

## Інформація про трафік
Станом на жовтень 2014 року, Storify має глобальний рейтинг Alexa № 3961 і понад 50 000 сайтів, що пов'язуються. Середні числа інтернету показують, що більшість користувачів Storify — жінки у віці від 25 до 34 років, у яких немає дітей і переглядають сайт з роботи.